# Xã Foxhome, Quận Wilkin, Minnesota
Xã Foxhome (tiếng Anh: Foxhome Township) là một xã thuộc quận Wilkin, tiểu bang Minnesota, Hoa Kỳ. Năm 2010, dân số của xã này là 103 người.